# پوکمون-زوروآرک: استاد توهمات
پوکمون-زوروآرک: استاد توهمات (انگلیسی: Pokémon—Zoroark: Master of Illusions) یک پویانمایی ژاپنی فیلم ماجراجویی فانتزی به کارگردانی کونیهیکو یویاما محصول ۲۰۱۰ است.